# Stallbaum (Pommelsbrunn)

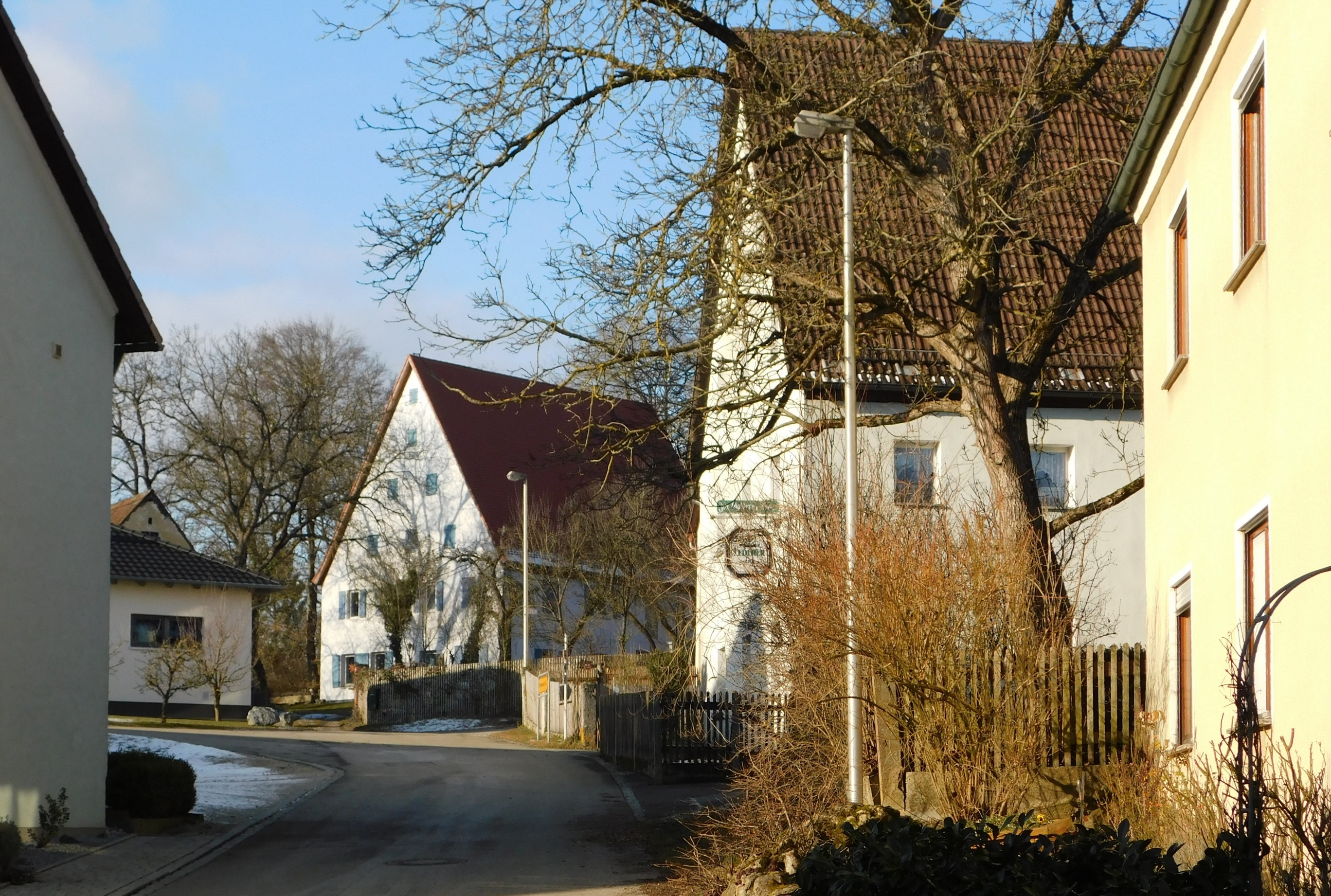
Ortsmitte von Stallbaum

Stallbaum ist ein zu Pommelsbrunn gehörender Ort, der auf einer Hochfläche der Mittleren Frankenalb liegt.

## Geographie
Das Dorf ist ein Gemeindeteil der Gemeinde Pommelsbrunn im Landkreis Nürnberger Land (Mittelfranken, Bayern) und liegt in der Gemarkung Arzlohe. Stallbaum liegt nahe Arzlohe in östlicher Richtung in einer Mulde auf der Hochfläche der Mittleren Frankenalb und ist von Arzlohe oder über eine Abzweigung von der Straße Hartmannshof-Heldmannsberg zu erreichen. Nachbarorte sind Althaus, Arzlohe, Mittelburg, Heldmannsberg, Waizenfeld, Guntersrieth und Hartmannshof.

## Geschichte
Nach einer urkundlichen Erwähnung von 1152 soll Kaiser Friedrich I. Barbarossa in Stallbaum einen Hoftag abgehalten und dabei eine Urkunde unterzeichnet haben. Die Rede ist von einem Ort namens „Scalbonine“, der mit Stallbaum identisch sein soll. Dabei müsste es sich um einen Königshof gehandelt haben, was allerdings die Forscher in den Bereich der Sage verweisen. Auch von einem Reichsgut in Stallbaum ist nichts bekannt. Entstanden ist Stallbaum im Zuge des Landausbaus in der Zeit zwischen dem 10. und dem 13. Jahrhundert. Zum ersten Mal erscheint der Ort historisch im Urbar der Propstei Hersbruck des Klosters Bergen von etwa 1300. Wie Hartmannshof, Hunas, Guntersrieth, Hubmersberg usw. gehörte Stallbaum damals zu den Besitzungen des Klosters Bergen bei Neuburg an der Donau. Nach dem Verzeichnis des Urbars bestand der Besitz zu „Stalpaunn“ aus einem Hof, zwei Huben (Halbhof) und zwei Lehen (Halbhuben oder Viertelhof). Nach dem Reichssalbüchlein hatte um 1300 „der Schenke von Reichenekke zu der vogttay zu Herspruke inne die Dörfer Gotzenberg, See, Stallbaum, Waizenfeld, Aicha ….“, gehörte damals also wie viele andere Besitzungen den Schenken von Reicheneck. Nach dem Landshuter Erbfolgekrieg von 1504/05 gehörte Stallbaum für drei Jahrhunderte zum Landgebiet der Reichsstadt Nürnberg und wurde in dieser Zeit von dessen Pflegamt Hersbruck verwaltet. Dieses übte sowohl die Hochgerichtsbarkeit, als auch die Dorf- und Gemeindeherrschaft über den Ort aus. Im Rahmen eines Markgenossenschaftsstreits mit Hartmannshof im Jahr 1537 wurde Stallbaum wieder erwähnt und fiel 1806 an das Königreich Bayern. Hier gehörte Stallbaum zunächst zur Ruralgemeinde Arzlohe, ab dem 1. Januar 1972 zur Gemeinde Hartmannshof und seit dem 1. Januar 1977 zur Gemeinde Pommelsbrunn. Ansonsten ist die Ortsgeschichte stark mit der Historie von Hartmannshof verbunden.